# Chang Klang
Chang Klang (em tailandês: อำเภอช้างกลาง) é um distrito da província de Nakhon Si Thammarat, no sul da Tailândia. É um dos 23 distritos que compõem a província. Sua população, de acordo com dados de 2012, era de 30 049 habitantes, e sua área territorial é de 232,5 km².
O distrito foi criado em 15 de julho de 1996.